# 355 (số)
355 (ba trăm năm mươi lăm) là một số tự nhiên ngay sau 354 và ngay trước 356.